# Pleasant Grove (Utah)
Pleasant Grove és una població dels Estats Units a l'estat de Utah. Segons el cens del 2005 tenia 29.376 habitants.

## Demografia
Segons el cens del 2000, Pleasant Grove tenia 23.468 habitants, 6.109 habitatges, i 5.388 famílies. La densitat de població era de 1.039,1 habitants per km².
Dels 6.109 habitatges en un 58% hi vivien nens de menys de 18 anys, en un 77% hi vivien parelles casades, en un 8,6% dones solteres, i en un 11,8% no eren unitats familiars. En el 9,2% dels habitatges hi vivien persones soles el 3,6% de les quals corresponia a persones de 65 anys o més que vivien soles. El nombre mitjà de persones vivint en cada habitatge era de 3,83 i el nombre mitjà de persones que vivien en cada família era de 4,11.
Per edats la població es repartia de la següent manera: un 41% tenia menys de 18 anys, un 11,3% entre 18 i 24, un 28% entre 25 i 44, un 13,8% de 45 a 60 i un 5,9% 65 anys o més.
L'edat mediana era de 24 anys. Per cada 100 dones de 18 o més anys hi havia 98,2 homes.
La renda mediana per habitatge era de 52.036 $ i la renda mediana per família de 54.182 $. Els homes tenien una renda mediana de 42.042 $ mentre que les dones 23.296 $. La renda per capita de la població era de 15.268 $. Entorn del 5,4% de les famílies i el 6,8% de la població estaven per davall del llindar de pobresa.

## Poblacions més properes
El següent diagrama mostra les poblacions més properes.